# تاريخ البرلمانية
يعود تاريخ مجالس النواب (البرلمانات) الأولى إلى العصور الوسطى. في عام 930، انعقد أول تجمع لألثينغي (البرلمان الوطني في آيسلندا) في ثينغفيلير في آيسلندا، ليصبح النسخة المبكرة للنظام البرلماني الرسمي. وفي عام 1188 جمع ألفونسو التاسع، ملك ليون (في إسبانيا حاليًا)، الدول الثلاث في مجلس ليون، ووفقًا لليونسكو، كان هذا أول نموذج للبرلمان الحديث في تاريخ أوروبا.
تطور مثال مبكر للحكومة البرلمانية في هولندا وبلجيكا الحاليتين خلال الثورة الهولندية (1581)، عندما استولى برلمان هولندا على السلطات السيادية والتشريعية والتنفيذية من الملك آنذاك، فيليب الثاني ملك إسبانيا. وقد ظهر المفهوم الحديث للحكومة البرلمانية في مملكة إنجلترا (1688).

## المؤسسات البرلمانية البدائية
منذ العصور القديمة، عندما كانت المجتمعات قبلية، كان كبار السن في القرى يقيمون قرارات المجالس أو الزعيم. وغالبًا ما يشار إلى ذلك باسم النزعة القبلية. يجادل بعض العلماء أنه في بلاد الرافدين القديمة كانت هناك حكومة ديمقراطية بدائية حيث كان يجري تقييم الملوك من قبل المجلس. وقد قيل الشيء نفسه عن الهند القديمة، حيث كان هناك شكل من أشكال الاجتماعات، وبالتالي كان هناك شكل من أشكال الديمقراطية. ومع ذلك، لم تُقبل هذه الادعاءات من قبل معظم العلماء، الذين يرون أن أشكال الحكومة تلك هي نوع من حكم الأقلية.

### إيران
تعود أولى العلامات المسجلة لمجلس لاتخاذ قرار بشأن قضايا مختلفة في إيران القديمة إلى عام 247 قبل الميلاد، عندما كانت الإمبراطورية الفرثية في السلطة. أسس الفرثيون أول إمبراطورية إيرانية منذ غزو الإسكندر لبلاد فارس، وبحلول سنوات حكمهم الأولى، تأسس مجلس للنبلاء يُدعى «مهستان» والذي كان يتخذ القرار النهائي بشأن القضايا المهمة.
تتكون كلمة «مهستان» من جزأين، «مه» وهي كلمة من أصل فارسي قديم، وتعني حرفيًا «العظيم»، و«-ستان»، وهي لاحقة في اللغة الفارسية، تصف مكانًا أو أرضًا. ولذا عنت كلمة مهستان المكان الذي يجتمع فيه العظماء.
كان مجلس مهستان يتألف من الزعماء الدينيين الزرادشتيين وشيوخ العشائر، ويمتلك تأثيرًا كبيرًا على إدارة المملكة.
كان أحد أهم قرارات المجلس في عام 208 بعد الميلاد، عندما اندلعت حرب أهلية، قرر مجلس مهستان أن يحكم الإمبراطورية شقيقان في وقت واحد، هما أردافان الخامس وبلاش الخامس. وفي عام 224 بعد الميلاد، بعد أفول الإمبراطورية الفرثية، بعد أكثر من 470 عامًا، انتهى مجلس مهستان.

### أوروبا
تعتبر أثينا القديمة مهد الديمقراطية. وقد كان المجلس الأثيني (ἐκκλησία ekklesia) أهم المؤسسات، ويمكن لكل ذكر من الجنسية الأثينية فوق سن الثلاثين أن يشارك في المناقشات، ولكن لم توجد نساء ولا رجال دون سن الثلاثين، وبالطبع لم يُسمح للعبيد بالمشاركة في المناقشات. ومع ذلك، لم تكن الديمقراطية الأثينية تمثيلية، بل كانت مباشرة، وبالتالي كان المجلس مختلفًا عن النظام البرلماني.
كان للجمهورية الرومانية مجالس تشريعية، وكان لها القول الفصل فيما يتعلق بانتخاب القضاة، وسن قوانين جديدة، وتنفيذ عقوبة الإعدام، وإعلان الحرب والسلام، وإنشاء (أو حل) التحالفات. وقد كان مجلس الشيوخ الروماني يسيطر على المال والإدارة وتفاصيل السياسة الخارجية.
يرى بعض علماء المسلمين أن الشورى الإسلامية (طريقة في اتخاذ القرارات في المجتمعات الإسلامية) شبيهة بمجلس النواب. ومع ذلك، يختلف آخرون، مما يبرز بعض الاختلافات الجوهرية بين نظام الشورى والنظام البرلماني.
في إنجلترا الأنجلوسكسونية، كان وايتناغيموت (مجلس الحكماء) مؤسسة سياسية مهمة. اشتق الاسم من اللغة الإنجليزية القديمة ƿitena ȝemōt، أو witena gemōt، بمعنى «مجلس الحكماء». كان أول عمل مسجل لوايتناغيموت هو القانون الصادر عن الملك إيثيلبيرث ملك كينت نحو عام 600 م، وهو أقدم وثيقة نجت من النثر الإنجليزي القديم؛ ومع ذلك، كان مجلس الحكماء موجودًا قبل ذلك بوقت طويل بالتأكيد. ويعتبر مجلس الحكماء، جنبًا إلى جنب مع الفوكموت (المجالس المحلية) أحد أهم أسلاف البرلمان الإنجليزي الحديث.